# Белаја (притока Анадира)
Белаја (рус. Белая) је река у азијској Русији у Чукотском аутономном округу, лева притока реке Анадир.
Извире на Анадирској висоравни, а у реку Анадир се улива 237 km од ушћа.
Белаја је дуга 487 km са сливом од 44.700 km². Залеђена је до краја маја.